# Gare de Cazoulès
La gare de Cazoulès est une gare ferroviaire française des lignes des Aubrais - Orléans à Montauban-Ville-Bourbon et de Siorac-en-Périgord à Cazoulès, située sur le territoire de la commune de Cazoulès, dans le département de la Dordogne, en région Nouvelle-Aquitaine.
Elle est mise en service en 1884 par la Compagnie du chemin de fer de Paris à Orléans (PO) et fermée à la fin des années 1980 par la  Société nationale des chemins de fer français (SNCF).

## Situation ferroviaire
Établie à 101 mètres d'altitude, la gare de Cazoulès est située au point kilométrique (PK) 541,792 de la ligne des Aubrais - Orléans à Montauban-Ville-Bourbon, entre les gares ouvertes de Souillac et de Gourdon. Trois gares fermées, La Chapelle-de-Mareuil, Lamothe-Fénelon et Anglars-Nozac, s'intercalent entre Cazoulès et Gourdon.
C'était une gare de bifurcation, aboutissement de la Ligne de Siorac-en-Périgord à Cazoulès, partiellement déclassée.

## Histoire
La station de Cazoulès est mise en service le 30 août 1884 par la Compagnie du chemin de fer de Paris à Orléans (PO), lorsqu'elle ouvre à l'exploitation la section de Souillac (Cazoulès) à Sarlat de sa ligne de Saint-Denis au Buisson avec embranchement sur Gourdon. Les bâtiments de la station sont achevés depuis le mois de juillet et les travaux entre Cazoulès et Souillac, communs avec la ligne de Montauban à Brive, sont en chantier.

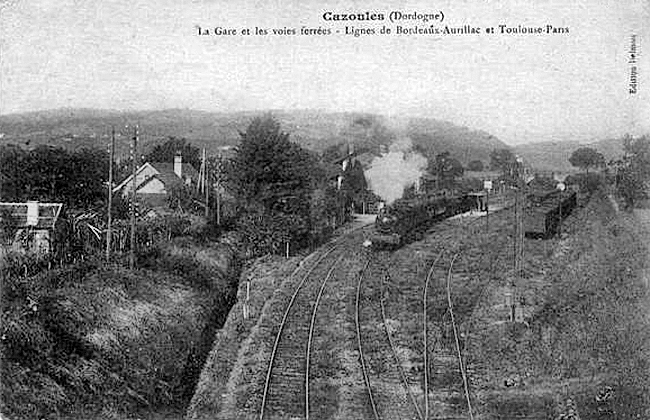
Intérieur de la gare de bifurcation au début des années 1900.

Cazoulès a été choisie comme gare de bifurcation, de préférence à Souillac, du fait qu'elle se situe dans une plaine proche de la Dordogne ce qui va faciliter l'établissement des installations dues à cette fonction, tandis qu'à Souillac la gare est sur une hauteur et l'ajout d'installations aurait un coût nettement plus important. Elle devient une gare de bifurcation lors de l'ouverture de la section de Cazoulès à Souillac le 16 juin 1889 et de Cazoulès au pont de Mareuil en 1891.
En 1889, la recette de la gare de la compagnie du PO est de 62 889 francs.
En 1899, le poste d'enclenchement est complété par de nouvelles installations.
En 1905, la gare qui a perdu sa fonction de gare terminus, qu'elle avait jusqu'en 1889, a des recettes en nettes baisses par rapport à cette même année 1889 avec 11 263 francs.
En 1943, divers travaux sont effectués et les voies de garage sont allongées.
Après la fermeture de la section de Sarlat à Cazoulès, sur la ligne de Siorac-en-Périgord à Cazoulès, la gare est « fermée à la fin des années 1980 »

## Service des voyageurs
Gare fermée au service des voyageurs.

## Patrimoine ferroviaire
L'ancien bâtiment voyageurs de la gare est toujours présent en 2021, ainsi que l'ancienne halle à marchandises.

## Galerie

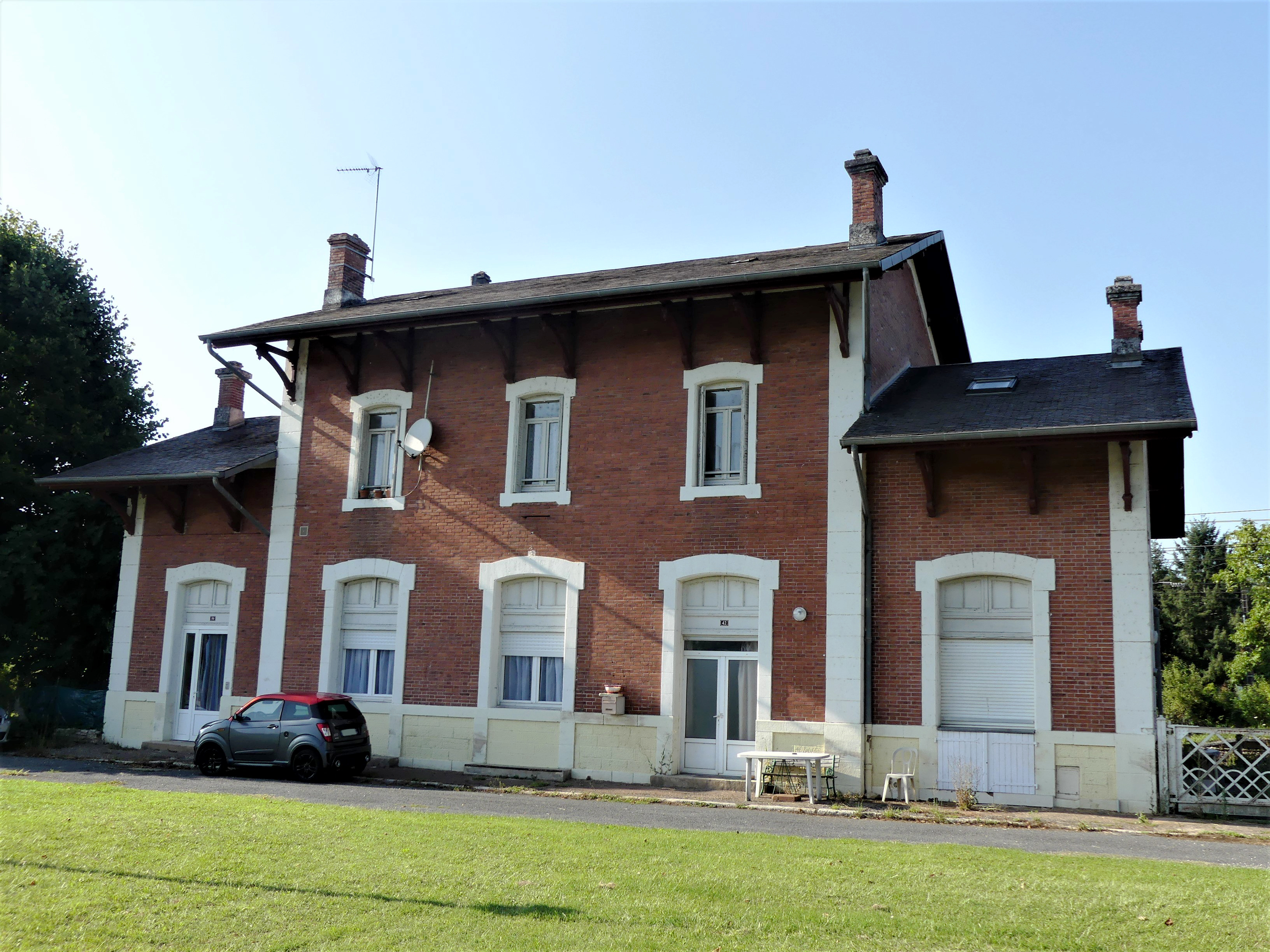
L'ancien bâtiment voyageurs.
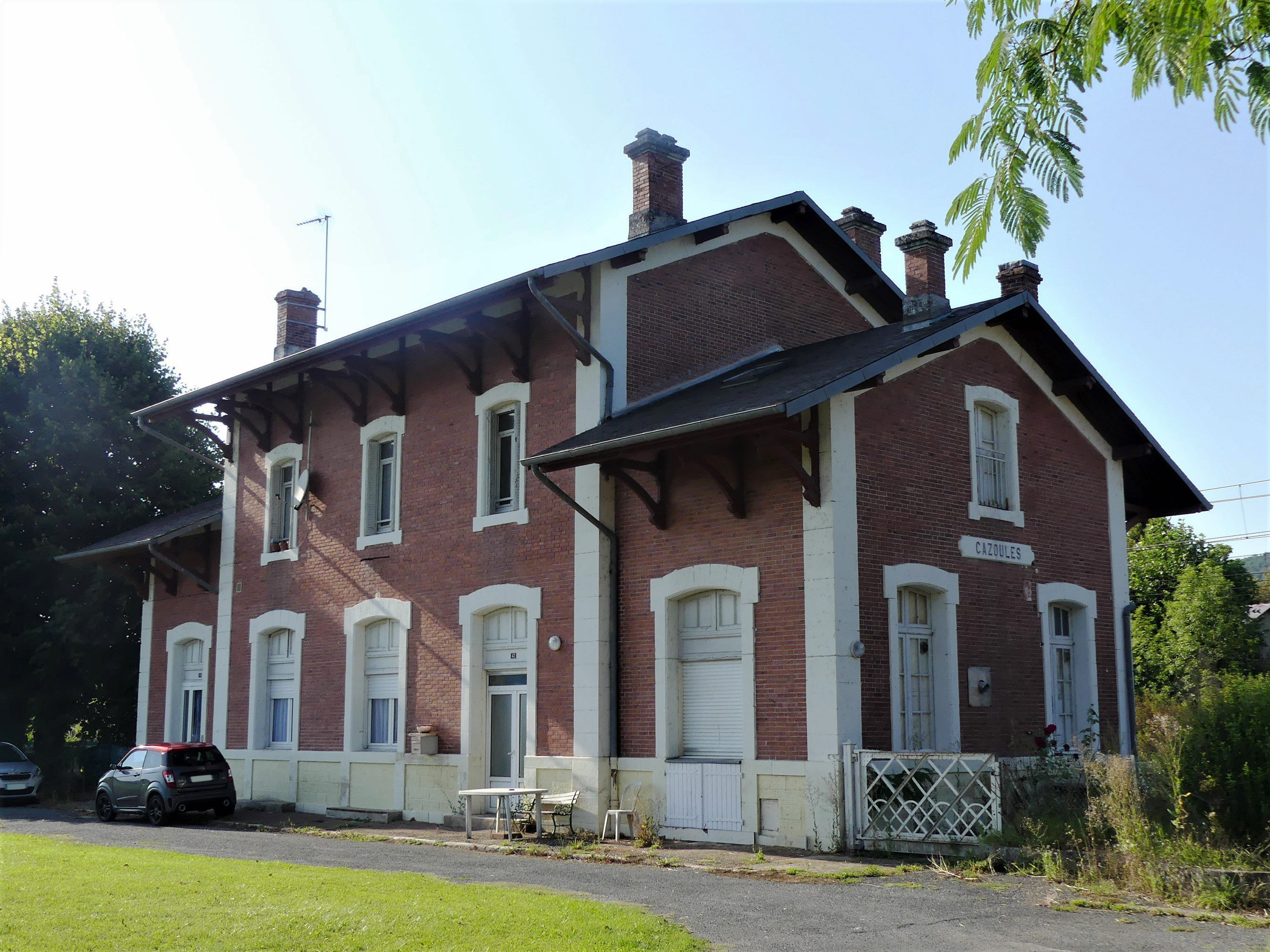
Idem.
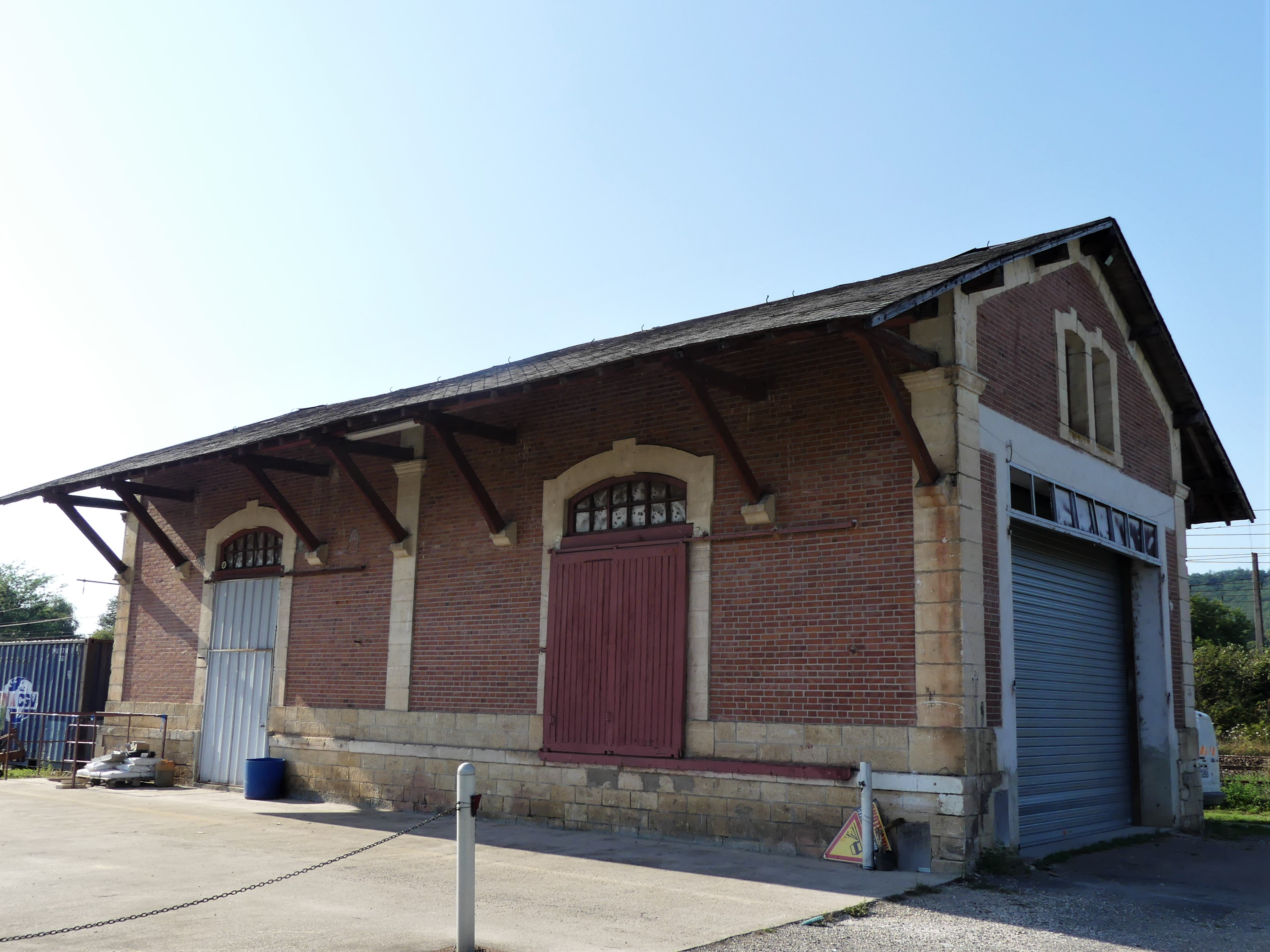
L'ancienne halle à marchandises.